# Portland (Texas)
Portland es una ciudad ubicada en el condado de San Patricio en el estado estadounidense de Texas. En el Censo de 2010 tenía una población de 15099 habitantes y una densidad poblacional de 604,37 personas por km².

## Geografía
Portland se encuentra ubicada en las coordenadas 27°52′52″N 97°19′23″O / 27.88111, -97.32306. Según la Oficina del Censo de los Estados Unidos, Portland tiene una superficie total de 24.98 km², de la cual 18.15 km² corresponden a tierra firme y (27.36%) 6.83 km² es agua.

## Demografía
Según el censo de 2010, había 15099 personas residiendo en Portland. La densidad de población era de 604,37 hab./km². De los 15099 habitantes, Portland estaba compuesto por el 88.18% blancos, el 1.58% eran afroamericanos, el 0.58% eran amerindios, el 1.32% eran asiáticos, el 0.12% eran isleños del Pacífico, el 5.87% eran de otras razas y el 2.36% pertenecían a dos o más razas. Del total de la población el 35.27% eran hispanos o latinos de cualquier raza.